# Élections constituantes de 1946 dans la Seine-Inférieure
Les élections constituantes françaises de 1946 se tiennent le 2 juin. Ce sont les deuxièmes élections constituantes, après le rejet du projet de Constitution française du 19 avril 1946 lors du référendum du 5 mai.

## Mode de scrutin
L'assemblée constituante est composée de 586 sièges pourvus au scrutin proportionnel plurinominal suivant la règle de la plus forte moyenne dans chaque département, sans panachage ni vote préférentiel.
Dans le département du Seine-Inférieure, douze députés sont à élire. Les législateurs ne voulant pas que les circonscriptions dépassent les 10 sièges, le département est découpé en 2 circonscriptions :
1. La première correspond aux arrondissements de Rouen et de l'ancien arrondissement de Neufchâtel, dotée de 6 sièges ;
2. La deuxième, également dotée de 6 sièges, regroupe les arrondissements du Havre et de Dieppe (moins celui de Neufchâtel).

## Élus
| Député sortant      | Parti | Parti   | Député élu ou réélu | Parti | Parti   |
| ------------------- | ----- | ------- | ------------------- | ----- | ------- |
| 1re Circonscription |       |         |                     |       |         |
| Victor Michaut      |       | PCF     | Victor Michaut      |       | PCF     |
| Lucie Guérin        |       | PCF     | Lucie Guérin        |       | PCF     |
| Jean Capdeville     |       | SFIO    | Jean Capdeville     |       | SFIO    |
| Roger Dusseaulx     |       | MRP     | Roger Dusseaulx     |       | MRP     |
| André Marie         |       | Rad-soc | André Marie         |       | Rad-soc |
| Jacques Chastellain |       | RI      | Jacques Chastellain |       | RI      |
| 2e Circonscription  |       |         |                     |       |         |
| René Cance          |       | PCF     | René Cance          |       | PCF     |
| Joseph Hertel       |       | PCF     | Hilaire Perdon      |       | PCF     |
| Jean Binot          |       | SFIO    | Jean Binot          |       | SFIO    |
| Louis Siefridt      |       | MRP     | Louis Siefridt      |       | MRP     |
| Pierre Courant      |       | RI      | Pierre Courant      |       | RI      |
| René Coty           |       | RI      | René Coty           |       | RI      |

## Résultats

### 1recirconscription (Rouen-Neufchâtel)
| Parti    | Parti    | Tête de liste       | Résultats | Résultats | Sièges |  |
| Parti    | Parti    | Tête de liste       | Voix      | %         |        |  |
| -------- | -------- | ------------------- | --------- | --------- | ------ |  |
|          | PCF      | Victor Michaut      | 57 855    | 28,17     | 2      |  |
|          | MRP      | Roger Dusseaulx     | 41 959    | 20,43     | 1      |  |
|          | RI       | Jacques Chastellain | 36 847    | 17,94     | 1      |  |
|          | RGR      | André Marie         | 35 544    | 17,31     | 1      |  |
|          | SFIO     | Jean Capdeville     | 33 171    | 16,15     | 1      |  |
|          |          |                     |           |           |        |  |
| Inscrits | Inscrits | Inscrits            | 256 611   | 100,00    | 6      |  |
| Votants  | Votants  | Votants             | 208 927   | 81,42     |        |  |
| Exprimés | Exprimés | Exprimés            | 205 376   | 98,30     |        |  |

### 2ecirconscription (Le-Havre–Dieppe)
| Parti    | Parti    | Tête de liste  | Résultats | Résultats | Sièges |  |
| Parti    | Parti    | Tête de liste  | Voix      | %         |        |  |
| -------- | -------- | -------------- | --------- | --------- | ------ |  |
|          | PCF      | René Cance     | 54 285    | 29,53     | 2      |  |
|          | RI       | René Coty      | 45 802    | 24,92     | 2      |  |
|          | MRP      | Louis Siefridt | 35 754    | 19,45     | 1      |  |
|          | SFIO     | Jean Binot     | 34 122    | 18,56     | 1      |  |
|          | RGR      | Édouard Bichet | 13 869    | 7,54      | -      |  |
|          |          |                |           |           |        |  |
| Inscrits | Inscrits | Inscrits       | 227 857   | 100,00    | 6      |  |
| Votants  | Votants  | Votants        | 187 288   | 82,20     |        |  |
| Exprimés | Exprimés | Exprimés       | 183 832   | 98,16     |        |  |